# انریکه آلارکون
اِنریکه آلارکون (اسپانیایی: Enrique Alarcón‎؛ ۱۳ ژوئن ۱۹۱۷ – ۱۳ ژوئن ۱۹۹۵) کارگردان هنری و طراح صحنهٔ اهل اسپانیا بود. او در سال ۱۹۹۱ برندهٔ جایزهٔ گویای افتخاری شد.
از فیلم‌هایی که وی در آن‌ها نقش داشته است، می‌توان به از مادرید تا بهشت، شاهنشاه و جشن شکار اشاره نمود.